# Giovanna Pedroso
Pour les articles homonymes, voir Pedroso.
Giovanna Pedroso, née le 15 octobre 1998 à Rio de Janeiro, est une plongeuse brésilienne. 

## Carrière
Giovanna Pedroso est médaillée d'argent en plongeon synchronisé à 10 mètres aux Jeux panaméricains de 2015 à Toronto avec Ingrid de Oliveira.
Aux Jeux olympiques d'été de 2016 à Rio de Janeiro, elle termine 8e au haut vol synchronisé de 10 mètres avec Ingrid de Oliveira.
Aux Jeux sud-américains de 2018, elle est médaillée de bronze au haut-vol synchronisé de 10 mètres avec Ingrid de Oliveira.
Aux Jeux mondiaux militaires d'été de 2019 à Wuhan, elle obtient la médaille d'argent par équipe ainsi que la médaille de bronze au plongeon synchronisé à 10 mètres avec Tammy Galera (en).
Aux Jeux panaméricains de 2023, Ingrid de Oliveira et Giovanna Pedroso remportent la médaille de bronze au plongeon à 10 mètres synchronisé.